# Gustav Schneider (Politiker, 1847)

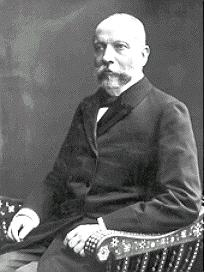
Gustav Schneider

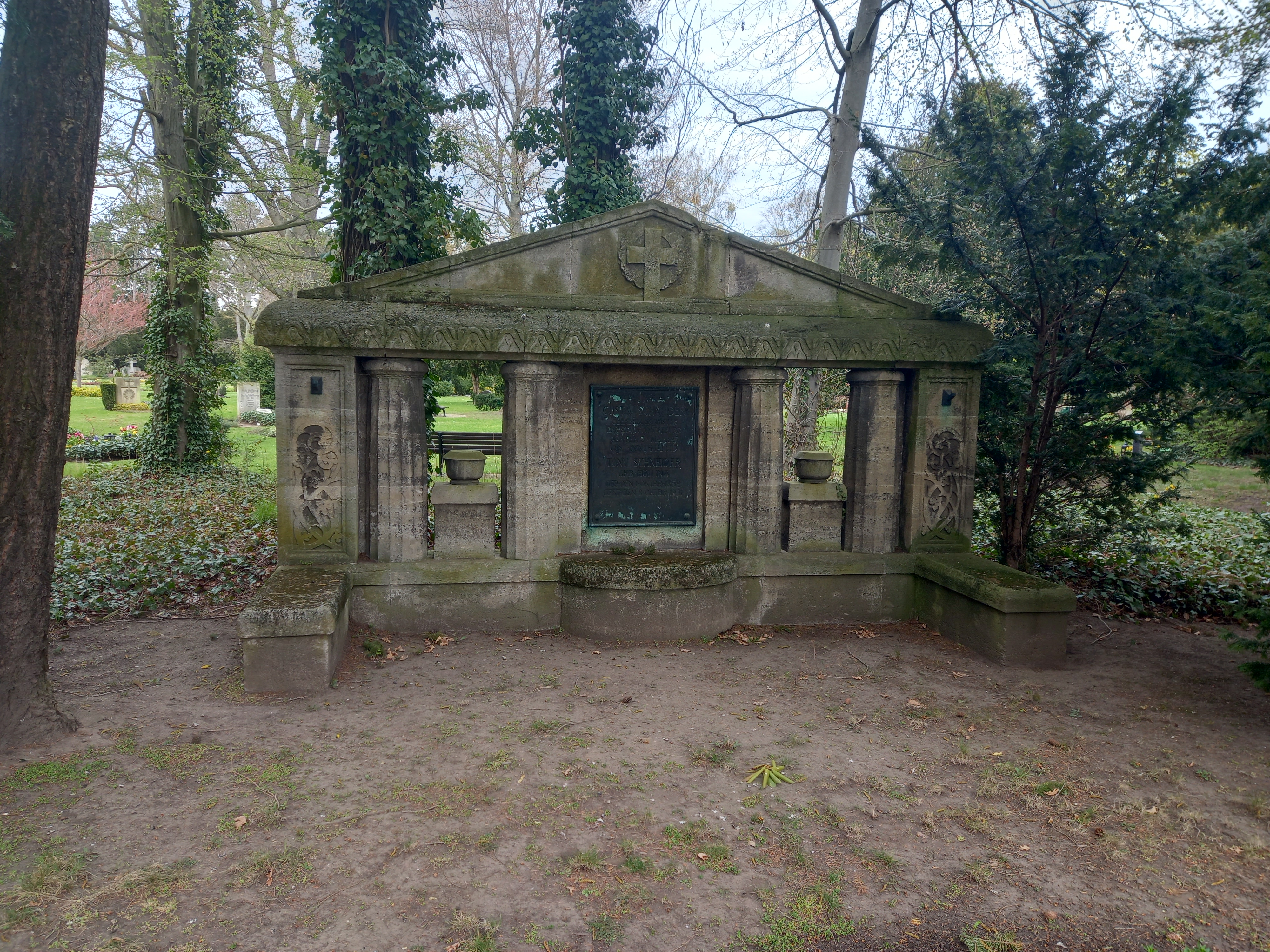
Das Grab von Gustav Schneider und seiner Ehefrau Tony geborene Bölling auf dem Westfriedhof (Magdeburg)

Gustav Schneider (* 23. Mai 1847 in Sontra bei Kassel; † 17. Mai 1913 in Magdeburg) war ein deutscher Verwaltungsjurist und Kommunalbeamter. Er war Oberbürgermeister von Erfurt und Magdeburg.

## Leben
Karl (auch: Carl) Gustav Schneider wuchs als Sohn eines Rentmeisters in Bad Hersfeld auf. Sein Vater war der Rechnungsrat Theodor Schneider, seine Mutter Adelheid Schneider geb. Henkel. In Bad Hersfeld legte er 1864 das Abitur ab. Er studierte Rechtswissenschaft an der Philipps-Universität, wo er 1865 im Corps Teutonia zu Marburg aktiv wurde, und an der Universität Leipzig. Promotion. Danach wurde er Kreisrichter im pommerschen Naugard. Nach drei Jahren als Richter wurde er Landrat in Kassel. Sein erstes kommunalpolitisches Amt übernahm er 1882 als Zweiter Bürgermeister der Stadt Halle (Saale). 1890 wurde er zum Oberbürgermeister von Erfurt berufen.
Im Juli 1895 trat Schneider das Amt des Oberbürgermeisters von Magdeburg an. Zu seinen Verdiensten um die Stadt Magdeburg zählen die Einführung der Baupolizeiverordnung von 1893, die eine offene, gesunde Bauweise für die Außenbezirke der Stadt vorschrieb, sowie der Erlass einer neuen Polizei-Verordnung im Jahre 1896. In Schneiders Amtszeit fallen ferner die Eröffnung des Westfriedhofs 1898, der 1901 begonnene Neubau des Museums für Kunst und Kunstgewerbe, die Inbetriebnahme der Königsbrücke (heute Nordbrücke) im Jahre 1903 und von 1904 an der Beginn der Stadterweiterung auf dem ehemaligen Festungsgelände. Seinen Sinn für das Musische bewies Schneider mit seiner Initiative zur Übernahme des Magdeburger Theater- und Konzertorchesters durch die Stadt und die Einführung öffentlicher Orchesterkonzerte.
Er saß in der sog. „OB-Fraktion“ des Preußischen Herrenhauses. Am 31. Juli 1906 legte er das Amt krankheitsbedingt nieder. Er trat er nach achtjähriger Amtszeit in den Ruhestand.
Er starb in seiner Wohnung Goethestraße 8 in Magdeburg.
Verheiratet war Schneider mit Antonia „Tony“, geborene Boelling, nach ihrer französischen Herkunft amtlich Antoinette Caroline Amalie Boelling (*1852 in Kassel; † 8. Oktober 1931 in Magdeburg). Sie hatten vier Söhne, Carl Theodor Philipp Moritz Schneider (* 21. Juli 1879 in Kassel; † 10. August 1879) Philipp Moritz Anton Schneider (* 1. Oktober 1880 in Kassel; † unbekannt), Friedrich Karl Adolf Schneider (* 23. Februar 1882 in Kassel; † 8. Mai 1945 in Krumhübel) und Karl Ernst Rudolf Hermann Schneider (* 2. März 1885 in Halle (Saale); †unbekannt) sowie eine Tochter, Marguerite Schneider.